# Serrières-sur-Ain
Serrières-sur-Ain – miejscowość i gmina we Francji, w regionie Owernia-Rodan-Alpy, w departamencie Ain.

## Demografia
Według danych na styczeń 2012 roku gminę zamieszkiwało 126 osób, a gęstość zaludnienia wynosiła 15,4 osób/km².

## Galeria

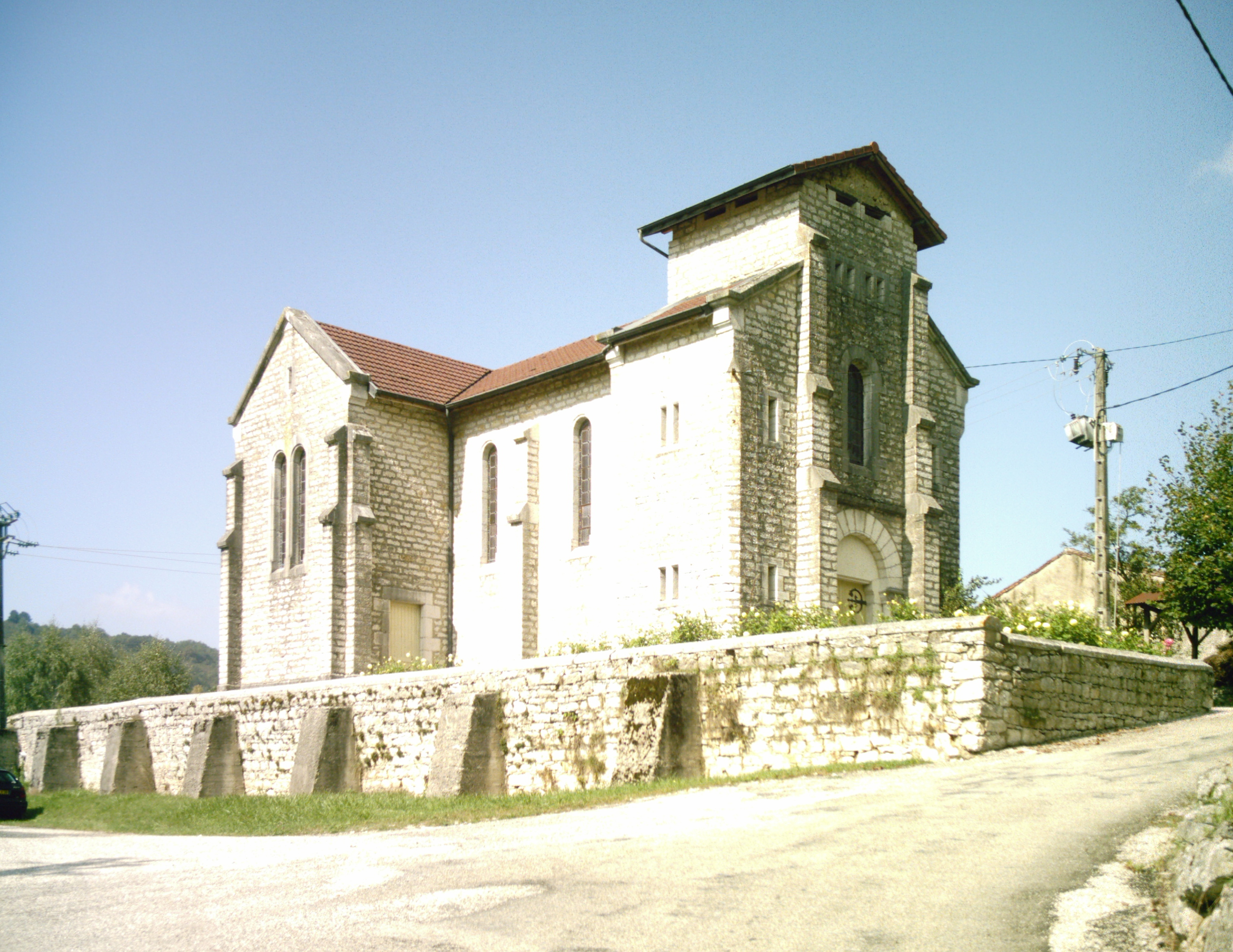
Kościół z XIX wieku (2008)
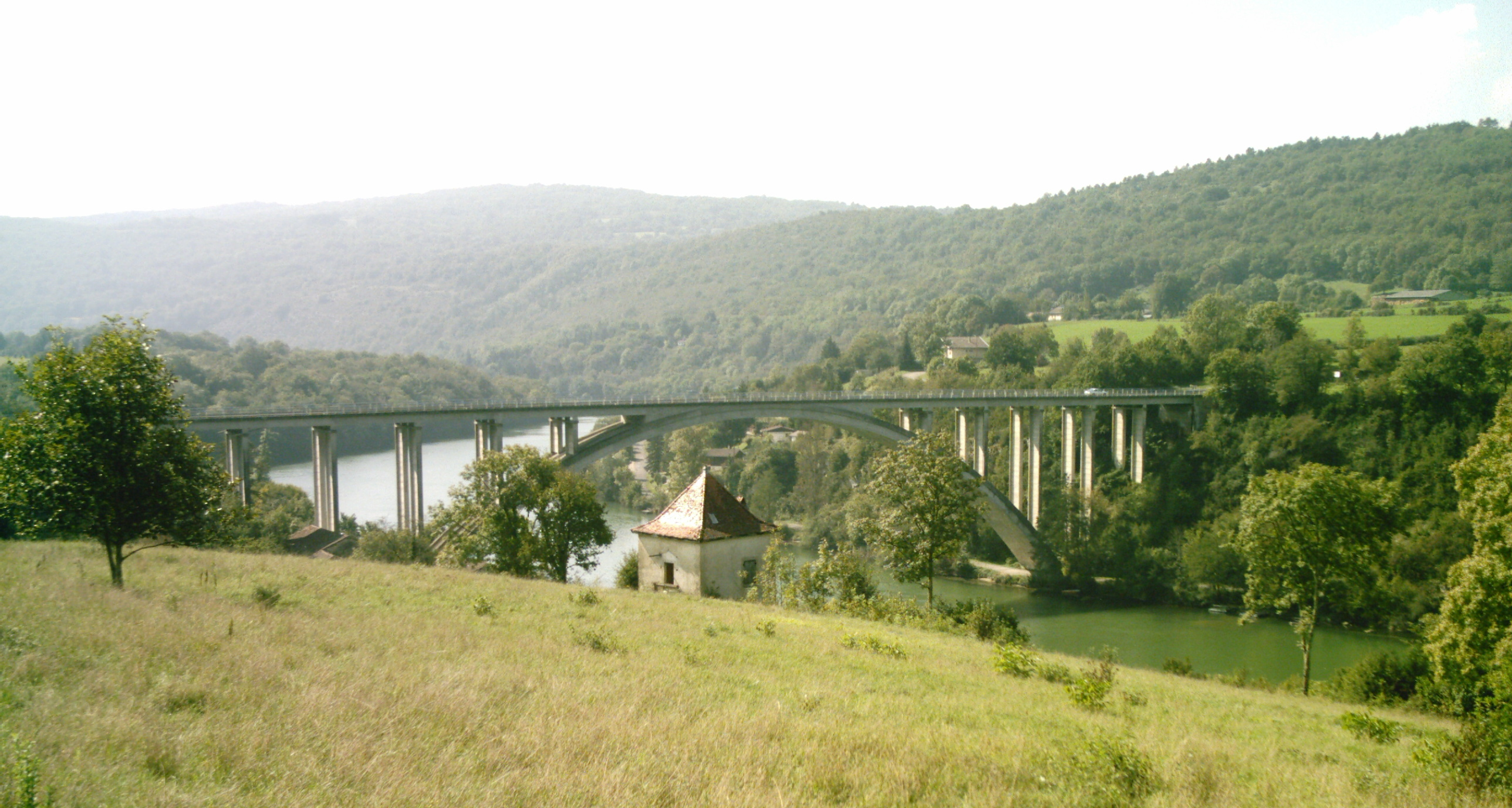
Wiadukt na rzece Ain (2008)